# Mîhailenkî, Kremenciuk
Mîhailenkî (în ucraineană Михайленки) este un sat în comuna Ialînți din raionul Kremenciuk, regiunea Poltava, Ucraina.

## Demografie
Componența lingvistică a localității Mîhailenkî
     Ucraineană (98,23%)
     Rusă (1,77%)
Conform recensământului din 2001, majoritatea populației localității Mîhailenkî era vorbitoare de ucraineană (98,23%), existând în minoritate și vorbitori de rusă (1,77%).